# 奧匈帝國武裝部隊
奥匈帝国武装部队（德語：Bewaffnete Macht或Wehrmacht），又称帝国和皇家武装部队，是奥匈帝国的军事力量。它由三个主要部门组成：陆军（Landstreitkräfte）、海军（Kriegsmarine）和航空兵（Luftfahrtruppen）。陆军由三个分支组成：普通军队（Gemeinsame Armee），帝国-皇家后备军（kaiserlich-konigliche Landwehr）和匈牙利王家國民軍（koniglich ungarische Landwehr）。
武装部队的最高指挥官是皇帝，专业领袖是总参谋长，联合军事事务部的首长是作战部长。
军队是帝国的核心统一机构之一，是国防和对外力量投送的主要工具。奥匈帝国军队的历史始于13世纪哈布斯堡王朝对奥地利土地的世袭统治，一直延续到第一次世界大战结束哈布斯堡王朝的覆灭，在此期间，他们的军队是欧洲规模最大、最重要的军队之一。虽然不像同时代的一些国家那样强大，但奥匈帝国的军事规模、资源、组织、技术和训练是决定19世纪和20世纪早期奥匈帝国“大国”地位的核心因素之一。